# Villalcázar de Sirga
Villalcázar de Sirga – gmina w Hiszpanii, w prowincji Palencia, w Kastylii i León, o powierzchni 25,41 km². W 2011 roku gmina liczyła 165 mieszkańców.